# Стежару (Јон Креанга)
Стежару (рум. Stejaru) насеље је у Румунији у округу Њамц у општини Јон Креанга. Oпштина се налази на надморској висини од 238 m.

## Становништво
Према подацима из 2002. године у насељу је живело 869 становника, од којих су сви румунске националности.